# Bernhard IV. (Anhalt)

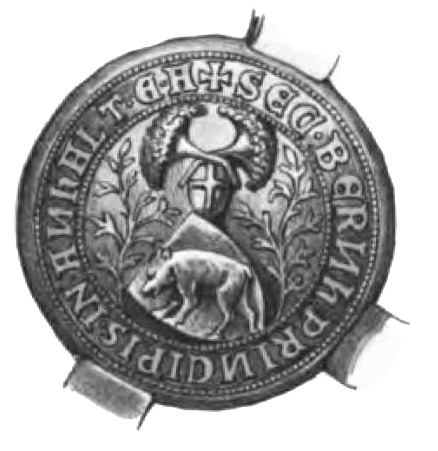
Siegel Bernhards IV. von Anhalt-Bernburg

Bernhard IV., Fürst von Anhalt-Bernburg († 28. Juni 1354) war ein regierender anhaltischer Landesfürst aus dem Geschlecht der Askanier.

## Leben
Er war der älteste Sohn von Bernhard III. von Anhalt-Bernburg und Agnes, Tochter von Rudolf I. Herzog von Sachsen-Wittenberg.
Obwohl im Hause Anhalt das Prinzip der Erbteilung üblich war, folgte Bernhard seinem Vater im Jahr 1348 als alleiniger Regent über das Fürstentum Anhalt-Bernburg.

## Mögliche Ehe
Es ist nicht eindeutig erwiesen, ob Bernhard mit Beatrix (* 1. September 1339; † 25. Juli 1399), einer Tochter Friedrichs II. Landgraf von Thüringen und Markgraf von Meißen, verheiratet war. Wahrscheinlicher ist, dass er zwar mit ihr verlobt wurde, die Ehe jedoch auf Grund seines frühen Todes nicht zustande kam. Beatrix verbrachte den Rest ihres Lebens im Kloster und wurde später Äbtissin des Klarissenklosters Seußlitz, wo sie zwischen 1363 und 1399 lebte.
Bernhard IV. starb ohne Nachkommen, weshalb sein Bruder Heinrich IV. ihm in der Regentschaft folgte.
| Vorgänger     | Amt                                 | Nachfolger   |
| ------------- | ----------------------------------- | ------------ |
| Bernhard III. | Fürst von Anhalt-Bernburg 1348–1354 | Heinrich IV. |

| Personendaten    | Personendaten                           |
| ---------------- | --------------------------------------- |
| NAME             | Bernhard IV.                            |
| ALTERNATIVNAMEN  | Bernhard IV., Fürst von Anhalt-Bernburg |
| KURZBESCHREIBUNG | Fürst von Anhalt-Bernburg               |
| GEBURTSDATUM     | um 1330                                 |
| STERBEDATUM      | 28. Juni 1354                           |